# Tokyo Frog Kings
Tokyo Frog Kings est une équipe de nageurs professionnels basée à Tokyo, au Japon, et qui participe à l'International Swimming League depuis 2020.